# Victor Blanco-teleskopet
Víctor Blanco-teleskopet, även känt som Blanco 4m, är ett 4-meters optiskt teleskop beläget vid Inter-American Observatory Cerro Tololo i Chile. Bygget startade 1974 och teleskopet stod klart 1976.